# Slagsleutel (slot)

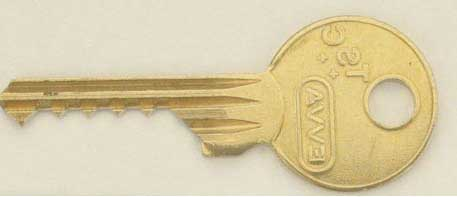
Slagsleutel

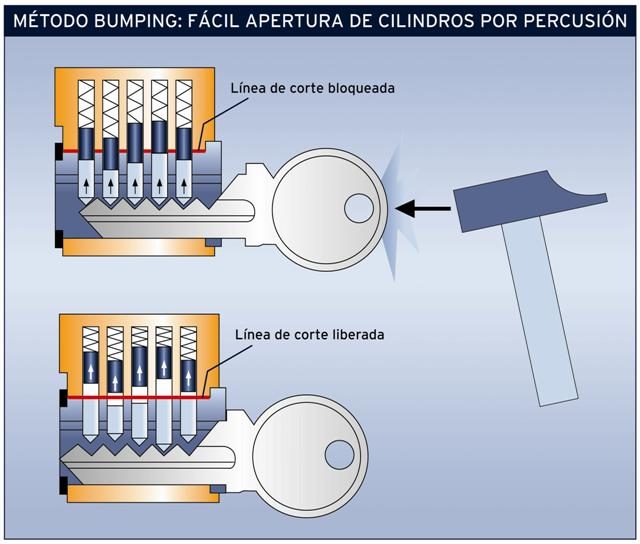
Mechanisme van slagtechniek

Een slagsleutel of klopsleutel is een sleutel waarvan alle groeven tot de maximale diepte zijn uitgevijld. Een slagsleutel kan gemaakt worden van een blanco (ongegroefde) of willekeurige andere sleutel van hetzelfde profiel.
Het doel van het maken van een slagsleutel is het openmaken van een cilinderslot zonder in het bezit te zijn van de originele sleutel. De methode werkt op basis van het principe van actie en reactie, volgens de derde wet van Newton.